# Тегерчи
Тегерчи (нем. Tägertschi) — бывшая коммуна в Швейцарии, в кантоне Берн. С 1 января 2017 года вошла в состав коммуны Мюнзинген.
До 2009 года входила в состав округа Конольфинген, с 2010 года — в Берн-Миттельланд. Население составляет 355 человек (на 31 декабря 2006 года). Официальный код — 0625.